# Нејпијер
Нејпијер је град на Новом Зеланду. Смештен је у региону Хокс Беј на Северном острву.
Заједно са 10 километара удаљеним градом Хејстингс чини јединствену урбану зону „Нејпијер — Хејстингс“ која се статистички води као један град и налази се на петом месту по величини са 125.000 становника.
Иако има мање становника Нејпијер је центар ове зоне јер се у њему налазе лука и аеродром.
Нејпијер је центар индустрије вуне и воћарства, посебно јабука, крушака и коштуњавог воћа.
Град је популарна туристичка дестинација захваљујући богатој арт деко архитектури.

## Становништво
| 2001.  | 2006.  | 2013.  |
| ------ | ------ | ------ |
| 53.661 | 55.359 | 57.240 |

## Партнерски градови
- Викторија
- Lianyungang